# Like a G6
«Like a G6» — сингл  группы Far East Movement 2010 года с их альбома Free Wired. В треке присутствует женский вокал Dev и мужской вокал The Cataracs. Песня была написана и спродюсирована Найлсом Холловелл-Дхаром из The Cataracs (KSHMR).
Песня в течение 2 недель с 6 ноября оставалась лидером Billboard Hot 100, и это достижение повторилось 27 ноября 2010 года. До этого такое удавалось всего восьми синглам.
Песня также попала в чарты Новой Зеландии, Южной Кореи, а также попала в Топ-10 в чартах Великобритании, Канады, Австралии, Нидерландов, Таиланда, Швеции, Швейцарии и Словакии.

## Смысл песни
Многих заинтересовал упоминающийся в песне «G6». Некоторые думали, что это ссылка на Pontiac G6.
Однако Кев Ниш рассказал, что имелся в виду самолёт G6, или Gulfstream G650.

## Коммерческий приём
Сингл был легально скачан 3 миллиона раз в США, согласно данным Nielsen SoundScan.

## Музыкальное видео
Режиссёром видео выступил Мэтт Алонцо. Премьера на YouTube и VEVO состоялась 3 июня 2010 года.

## Кавер-версии
В октябре 2010 года 50 Cent сделал свой ремикс, и Боттом Фиидер спродюсировал его при участии Жермейна Дюпри, Snoop Dogg, Tyga, Оби Трайса и Адама Тенста.
В декабре 2022 года Big Baby Tape опубликовал ремикс на песню. Трек был выпущен в качестве сингла на лейбле Effective Records.

## Список композиций
Цифровой сингл
1. «Like a G6» (при участии The Cataracs & Dev) — 3:38

CD single
1. «Like a G6» (при участии The Cataracs & Dev) — 3:38
2. «Like a G6» (Cahill Radio Edit) — 3:15

Digital remix EP
1. «Like a G6» (RedOne Remix) [при участии Mohombi, The Cataracs, & Dev] — 4:41
2. «Like a G6» (Disco Fries Remix) [при участииThe Cataracs & Dev] — 5:33
3. «Like a G6» (Big Syphe Remix) [при участии The Cataracs & Dev] — 4:58
4. «Like a G6» (DJ Solarz Remix) [при участии The Cataracs & Dev] — 5:05
5. «Like a G6» (Ruxpin Remix) [при участии The Cataracs & Dev] — 6:52
6. «Like a G6» (Guy Furious Remix) [при участии The Cataracs & Dev] — 4:00
7. «Like a G6» (Fantastadon Remix) [при участии The Cataracs & Dev] — 5:23
8. «Like a G6» (DJ Taraspaz Remix) [при участииThe Cataracs & Dev] — 4:49

Trevor Simpson on Da Beat Remix Single
1. «Like a G6» (Remix) — 4:55
2. «Like a G6» (Remix Club Edit) — 5:11

## Чарты и сертификации
| Чарт (2010)                                | Наивысшая позиция |
| ------------------------------------------ | ----------------- |
| (ARIA)                                     | 2                 |
| Австрия (Ö3 Austria Top 40)                | 8                 |
| Бельгия/Фландрия (Ultratop 50)             | 2                 |
| Бельгия/Валлония (Ultratip Bubbling Under) | 2                 |
| Канада (Billboard Canadian Hot 100)        | 3                 |
| Чехия (Rádio — Top 100)                    | 28                |
| Дания (Tracklisten)                        | 19                |
| Нидерланды (Dutch Top 40)                  | 4                 |
| Нидерланды (Single Top 100)                | 3                 |
| European Hot 100                           | 17                |
| (SNEP)                                     | 14                |
| Финляндия (Suomen virallinen lista)        | 15                |
| German Downloads Chart                     | 20                |
| German Singles Chart                       | 15                |
| Ирландия (IRMA)                            | 12                |
| Новая Зеландия (Recorded Music NZ)         | 1                 |
| Словакия (Rádio — Top 100)                 | 6                 |
| GAON                                       | 1                 |
| Швеция (Sverigetopplistan)                 | 7                 |
| Швейцария (Schweizer Hitparade)            | 10                |
| Великобритания (OCC UK Hip Hop/R&B)        | 1                 |
| Великобритания (OCC UK Singles)            | 5                 |
| США (Billboard Hot 100)                    | 1                 |
| США (Billboard Hot R&B/Hip-Hop Songs)      | 84                |
| США (Billboard Dance Club Songs)           | 3                 |
| США (Billboard Pop Airplay)                | 4                 |
| США (Billboard Hot Rap Songs)              | 3                 |
| США (Billboard Hot Latin Songs)            | 42                |
| США (Billboard Latin Pop Airplay)          | 37                |

### Итоговые чарты за 2010 год
| Чарт (2010) | Место |
| ----------- | ----- |
| Австралия   | 27    |
| Канада      | 35    |
| Голландия   | 46    |

### Сертификации
| Страна         | Сертификации  |
| -------------- | ------------- |
| Австралия      | 2x Платиновый |
| Бельгия        | Золотой       |
| Новая Зеландия | Платиновый    |
| Швеция         | Золотой       |
| Швейцария      | Золотой       |

## История релиза
| Страна         | Дата                | Формат               | Лейбл                                 |
| -------------- | ------------------- | -------------------- | ------------------------------------- |
| Великобритания | 14 ноября 2010 года | Цифровая дистрибуция | Cherrytree Records/Interscope Records |